# Gonzalo Martínez
Gonzalo Martínez Caycedo (Candelaria, 30 novembre 1975) è un ex calciatore colombiano di ruolo difensore.

## Carriera

### Club
Ha iniziato a giocare nel Deportes Tolima, prima di trasferirsi in Italia nell'estate 2001, all'Udinese. Nella prima stagione con i friulani viene impiegato con regolarità collezionando 20 presenze in Serie A e 4 presenze in Coppa Italia. La stagione successiva viene impiegato molto meno con l'Udinese e quindi a gennaio 2003 si trasferisce in Serie B 2002-2003 nelle file del Napoli, dove gioca di più collezionando 20 presenze in campionato. Nella stagione successiva torna nella massima serie italiana militando nella Reggina nella prima parte della Serie A 2003-2004. A gennaio 2004 torna in Serie B nuovamente al Napoli. Con i napoletani colleziona 12 presenze in campionato, in una stagione terminata sul campo a metà classifica ma di fatto con il fallimento societario avvenuto ad agosto 2004 e quindi con la conseguente retrocessione d'ufficio in Serie C1.
Terminata l'esperienza italiana nel 2005 torna in patria al Deportes Tolima, per poi giocare nel 2006 per Olimpia e Libertad, in Paraguay. Nel 2007 ha giocato nel Millonarios; successivamente ha militato nella squadra statunitense del D.C. United.
Dal 2009 al 2010 ha militato nel Club Deportivo Atlético Huila. In seguito ha giocato per Deportivo Cali, Real Cartagena e Patriotas Boyacá.

### Nazionale
Ha collezionato 36 presenze ed 1 gol con la nazionale maggiore colombiana. Con la sua nazionale ha partecipato alla Gold Cup 2000 giungendo fino alla finale persa poi contro il Canada.

## Statistiche

### Cronologia presenze e reti in nazionale
| Cronologia completa delle presenze e delle reti in nazionale ― Colombia | Cronologia completa delle presenze e delle reti in nazionale ― Colombia | Cronologia completa delle presenze e delle reti in nazionale ― Colombia | Cronologia completa delle presenze e delle reti in nazionale ― Colombia | Cronologia completa delle presenze e delle reti in nazionale ― Colombia | Cronologia completa delle presenze e delle reti in nazionale ― Colombia | Cronologia completa delle presenze e delle reti in nazionale ― Colombia | Cronologia completa delle presenze e delle reti in nazionale ― Colombia |
| Data                                                                    | Città                                                                   | In casa                                                                 | Risultato                                                               | Ospiti                                                                  | Competizione                                                            | Reti                                                                    | Note                                                                    |
| ----------------------------------------------------------------------- | ----------------------------------------------------------------------- | ----------------------------------------------------------------------- | ----------------------------------------------------------------------- | ----------------------------------------------------------------------- | ----------------------------------------------------------------------- | ----------------------------------------------------------------------- | ----------------------------------------------------------------------- |
| 12-2-2000                                                               | Miami                                                                   | Colombia                                                                | 1 – 0                                                                   | Giamaica                                                                | Gold Cup 2000 - 1º turno                                                | 1                                                                       |                                                                         |
| 16-2-2000                                                               | Miami                                                                   | Honduras                                                                | 2 – 0                                                                   | Colombia                                                                | Gold Cup 2000 - 1º turno                                                | -                                                                       | 27’ 79’                                                                 |
| 19-2-2000                                                               | Miami                                                                   | Stati Uniti                                                             | 2 – 2 dts (1 - 2 dtr)                                                   | Colombia                                                                | Gold Cup 2000 - Quarti di finale                                        | -                                                                       |                                                                         |
| 23-2-2000                                                               | San Diego                                                               | Colombia                                                                | 2 – 1                                                                   | Perù                                                                    | Gold Cup 2000 - Semifinale                                              | -                                                                       | 51’                                                                     |
| 27-2-2000                                                               | Los Angeles                                                             | Canada                                                                  | 2 – 0                                                                   | Colombia                                                                | Gold Cup 2000 - Finale                                                  | -                                                                       |                                                                         |
| 28-3-2000                                                               | Bogotà                                                                  | Colombia                                                                | 0 – 0                                                                   | Brasile                                                                 | Qual. Mondiali 2002                                                     | -                                                                       |                                                                         |
| 26-4-2000                                                               | La Paz                                                                  | Bolivia                                                                 | 1 – 1                                                                   | Colombia                                                                | Qual. Mondiali 2002                                                     | -                                                                       | 38’ 79’                                                                 |
| 27-5-2000                                                               | East Rutherford                                                         | Colombia                                                                | 3 – 0                                                                   | Giamaica                                                                | Amichevole                                                              | -                                                                       |                                                                         |
| 4-6-2000                                                                | Bogotà                                                                  | Colombia                                                                | 3 – 0                                                                   | Venezuela                                                               | Qual. Mondiali 2002                                                     | -                                                                       |                                                                         |
| 19-7-2000                                                               | Lima                                                                    | Perù                                                                    | 0 – 1                                                                   | Colombia                                                                | Qual. Mondiali 2002                                                     | -                                                                       |                                                                         |
| 25-7-2000                                                               | Quito                                                                   | Ecuador                                                                 | 0 – 0                                                                   | Colombia                                                                | Qual. Mondiali 2002                                                     | -                                                                       |                                                                         |
| 15-8-2000                                                               | Bogotà                                                                  | Colombia                                                                | 1 – 0                                                                   | Uruguay                                                                 | Qual. Mondiali 2002                                                     | -                                                                       |                                                                         |
| 2-9-2000                                                                | Santiago del Cile                                                       | Cile                                                                    | 0 – 1                                                                   | Colombia                                                                | Qual. Mondiali 2002                                                     | -                                                                       |                                                                         |
| 7-10-2000                                                               | Bogotà                                                                  | Colombia                                                                | 0 – 2                                                                   | Paraguay                                                                | Qual. Mondiali 2002                                                     | -                                                                       |                                                                         |
| 15-11-2000                                                              | San Paolo                                                               | Brasile                                                                 | 1 – 0                                                                   | Colombia                                                                | Qual. Mondiali 2002                                                     | -                                                                       |                                                                         |
| 28-2-2001                                                               | Bogotà                                                                  | Colombia                                                                | 3 – 2                                                                   | Australia                                                               | Amichevole                                                              | -                                                                       | 46’                                                                     |
| 24-4-2001                                                               | San Cristóbal                                                           | Venezuela                                                               | 2 – 2                                                                   | Colombia                                                                | Qual. Mondiali 2002                                                     | -                                                                       |                                                                         |
| 3-6-2001                                                                | Buenos Aires                                                            | Argentina                                                               | 3 – 0                                                                   | Colombia                                                                | Qual. Mondiali 2002                                                     | -                                                                       |                                                                         |
| 13-2-2003                                                               | Phoenix                                                                 | Messico                                                                 | 0 – 0                                                                   | Colombia                                                                | Amichevole                                                              | -                                                                       | 53’                                                                     |
| 29-3-2003                                                               | Busan                                                                   | Corea del Sud                                                           | 0 – 0                                                                   | Colombia                                                                | Amichevole                                                              | -                                                                       |                                                                         |
| 1-5-2003                                                                | Miami                                                                   | Colombia                                                                | 0 – 0                                                                   | Honduras                                                                | Amichevole                                                              | -                                                                       | 45’                                                                     |
| 18-6-2003                                                               | Lione                                                                   | Francia                                                                 | 1 – 0                                                                   | Colombia                                                                | Conf. Cup 2003 - 1º turno                                               | -                                                                       | 93’                                                                     |
| 20-6-2003                                                               | Lione                                                                   | Colombia                                                                | 3 – 1                                                                   | Nuova Zelanda                                                           | Conf. Cup 2003 - 1º turno                                               | -                                                                       | 16’                                                                     |
| 22-6-2003                                                               | Saint-Étienne                                                           | Giappone                                                                | 0 – 1                                                                   | Colombia                                                                | Conf. Cup 2003 - 1º turno                                               | -                                                                       |                                                                         |
| 26-6-2003                                                               | Lione                                                                   | Camerun                                                                 | 1 – 0                                                                   | Colombia                                                                | Conf. Cup 2003 - Semifinale                                             | -                                                                       |                                                                         |
| 28-6-2003                                                               | Saint-Étienne                                                           | Colombia                                                                | 1 – 2                                                                   | Turchia                                                                 | Conf. Cup 2003 - Finale 3º-4º posto                                     | -                                                                       | 33’                                                                     |
| 7-9-2003                                                                | Barranquilla                                                            | Colombia                                                                | 1 – 2                                                                   | Brasile                                                                 | Qual. Mondiali 2006                                                     | -                                                                       |                                                                         |
| 10-9-2003                                                               | La Paz                                                                  | Bolivia                                                                 | 4 – 0                                                                   | Colombia                                                                | Qual. Mondiali 2006                                                     | -                                                                       |                                                                         |
| 19-11-2003                                                              | Barranquilla                                                            | Colombia                                                                | 1 – 1                                                                   | Argentina                                                               | Qual. Mondiali 2006                                                     | -                                                                       |                                                                         |
| 28-4-2004                                                               | Washington                                                              | Colombia                                                                | 2 – 0                                                                   | El Salvador                                                             | Amichevole                                                              | -                                                                       |                                                                         |
| 27-6-2004                                                               | Miami                                                                   | Argentina                                                               | 0 – 2                                                                   | Colombia                                                                | Amichevole                                                              | -                                                                       | 82’                                                                     |
| 6-7-2004                                                                | Lima                                                                    | Venezuela                                                               | 0 – 1                                                                   | Colombia                                                                | Coppa America 2004 - 1º turno                                           | -                                                                       | 32’                                                                     |
| 9-7-2004                                                                | Lima                                                                    | Colombia                                                                | 1 – 0                                                                   | Bolivia                                                                 | Coppa America 2004 - 1º turno                                           | -                                                                       |                                                                         |
| 12-7-2004                                                               | Trujillo                                                                | Perù                                                                    | 2 – 2                                                                   | Colombia                                                                | Coppa America 2004 - 1º turno                                           | -                                                                       | 72’                                                                     |
| 20-7-2004                                                               | Lima                                                                    | Argentina                                                               | 3 – 0                                                                   | Colombia                                                                | Coppa America 2004 - Semifinale                                         | -                                                                       | 85’                                                                     |
| 24-7-2004                                                               | Cuzco                                                                   | Colombia                                                                | 1 – 2                                                                   | Uruguay                                                                 | Coppa America 2004 - Finale 3º-4º posto                                 | -                                                                       |                                                                         |
| Totale                                                                  |                                                                         | Presenze                                                                | 36                                                                      |                                                                         | Reti                                                                    | 1                                                                       |                                                                         |